# Songs from the Big Chair
Songs From The Big Chair es el segundo álbum del grupo inglés Tears For Fears, publicado el 25 de febrero de 1985 bajo el sello de Mercury Records. El álbum gozó de un éxito a nivel mundial muy importante, y desde su salida ha vendido más de 10 millones de copias, sobre todo gracias a los sencillos Shout y Everybody Wants to Rule the World.

## Antecedentes
El álbum iba a titularse The Working Hour, pero Roland Orzabal luchó por cambiarlo a Songs from the Big Chair, un título derivado del telefilme estadounidense de 1976 Sybil sobre una mujer con trastorno de personalidad múltiple que sólo se siente segura cuando se sienta en la "gran silla" de su analista. El título refleja la opinión del grupo de que eran el blanco de una prensa musical británica hostil.
En una entrevista para el libreto de la versión de lujo de 2006, Curt Smith señaló: "Éramos muy introvertidos en The Hurting; era un álbum muy oscuro. En The Big Chair sentimos la necesidad de ser más extrovertidos".
La banda empezó a generar nuevo material a principios de 1984. La primera canción escrita para el álbum fue "Head over Heels", que la banda tocó en directo durante una gira realizada entre los dos álbumes de estudio.
En 1984 se publicó un tema instrumental titulado "The Big Chair" (que incluye diálogos de Sybil) como cara B de "Shout", pero no se incluyó en el álbum (aunque sí en su versión en casete de "edición especial limitada", publicada en el Reino Unido en 1985).

## Escritura y grabación
El álbum se grabó en The Wool Hall en 1984. Conceptual y musicalmente, desarrolló el sonido de la banda desde el anterior álbum de estudio The Hurting (1983), reintroduciendo guitarras en su sonido electrónico e impartiendo un enfoque más ligero en general. Entre las primeras canciones escritas para el álbum se encontraban "Head over Heels" y "The Working Hour". "Mothers Talk" se publicó como sencillo meses antes del álbum. Estas canciones, así como "We Are Broken", fueron todas interpretadas en la gira de Tears for Fears de 1983. La canción "Shout" se convirtió en un trabajo central durante la grabación del álbum, y la banda y el productor Chris Hughes pasaron meses trabajando en el tema.
La composición del álbum aprovecha muchos estilos e influencias, y el rock progresivo se citó como una influencia primaria en el álbum. "I Believe" fue influenciado por la composición de Robert Wyatt. "Broken" es una reelaboración de una canción anterior y una versión en vivo se repite al final de "Head over Heels". "Listen", en gran parte instrumental, se ha descrito como una pieza sinfónica.
Casi al final de la realización del álbum, Roland Orzabal tocó dos acordes sencillos en su guitarra acústica que formaron la base de la canción "Everybody Wants to Rule the World". Aunque al principio no le interesaba trabajar en ella, Orzabal se convenció de escribir una canción basada en los dos acordes y añadió el estribillo. La canción se terminó en aproximadamente una semana y fue el último tema grabado para el álbum.

## Lanzamiento
Songs from the Big Chair salió a la venta el 25 de febrero de 1985 con una fotografía en blanco y negro de Orzabal y Smith en la portada del disco.
El álbum alcanzó el número dos en la lista de álbumes del Reino Unido y dio lugar a cinco sencillos de gran éxito comercial: "Mothers Talk" (n.º 14 en el Reino Unido), "Shout" (n.º 4 en el Reino Unido), "Everybody Wants to Rule the World" (n.º 2 en el Reino Unido), "Head over Heels" (n.º 12 en el Reino Unido), y "I Believe" (n.º 23 en el Reino Unido).
La canción "Everybody Wants to Rule the World", de gran éxito en las emisoras de radio, supuso la irrupción de la banda en Estados Unidos; tanto este sencillo como su continuación, "Shout", alcanzaron el número uno en EE. UU. "Songs From the Big Chair" también llegó al número uno del Billboard 200 y vendió cinco millones de copias sólo en EE. UU. En el Reino Unido, el álbum pasó 79 semanas consecutivas en la lista de álbumes, permaneciendo en ella durante 18 meses hasta septiembre de 1986.
Con motivo del 30 aniversario del álbum, Universal Music lanzó el álbum en cinco formatos diferentes el 10 de noviembre de 2014.

## Recepción de la crítica
Songs from the Big Chair recibió críticas generalmente positivas. Barry McIlheney, de Melody Maker, escribió que "ninguno de vosotros debería sorprenderse demasiado de que Tears for Fears haya hecho un álbum tan excelente", y lo calificó de "un álbum que justifica plenamente las miradas de desprecio que Curt Smith y Roland Orzabal adoptan en la carátula... Mucha gente, por supuesto, seguirá hablando de abrigos, de The Lotus Eaters y de una supuesta falta de profundidad. Y mucha gente tendrá que tragarse muchas palabras".
En Sounds, Johnny Waller otorgó al álbum cuatro estrellas y media sobre cinco y afirmó que, en comparación con su debut, "Tears for Fears han elaborado con cariño una nueva obra maestra con voces más suaves y ahumadas, melodías más tentadoras y ritmos menos abrasivos". Calificó el disco de "pop glorioso" y añadió que "dentro de los confines aceptados, Tears for Fears se estiran y crecen, expandiendo tanto su imaginación como sus horizontes".
Ian Cranna, de Smash Hits, describió el álbum como "más suelto y exploratorio" que los trabajos anteriores de la banda y elogió su "inquebrantable honestidad lírica".
Don Shewey, crítico de Rolling Stone, encontró en Tears for Fears reminiscencias de otras bandas, señalando rastros de "la conciencia social de U2, el eco de las guitarras de los Bunnymen y el retorcido ingenio pop de XTC", pero comentó que la "chispeante" producción de Chris Hughes "sitúa a Songs from the Big Chair ligeramente por delante del resto".
Robert Christgau, de The Village Voice, destacó el "dominio poco común de la guitarra y el piano, el saxo de Baker Street, los sintetizadores más dentados de lo que consideran los árbitros de la accesibilidad del dance-pop", pero por debajo de un humor "portentoso" predominante, que sugería "una profundidad y un dramatismo de los que los chicos ingleses han carecido desde los albores del rock progresivo".
En NME, Danny Kelly calificó Songs from the Big Chair de "cima calculada y brillante, quintaesencia de la masilla pop pulida... perfecto en su brillante superficie, sin valor hasta su núcleo cobarde". Lo describió como un descendiente de The Original Soundtrack (1975) de 10cc y The Dark Side of the Moon (1973) de Pink Floyd: "un producto de cuidado obsesivo y atención al detalle (a menudo innecesario)".
En una crítica retrospectiva para AllMusic, Stanton Swihart escribió que Songs from the Big Chair "anunciaba una maduración dramática en la música de la banda, lejos de la marca synth-pop con la que fue (injustamente) marcada después del debut, y hacia una sofisticación pop compleja y envolvente", considerándolo "una de las mejores declaraciones de la década". Mark Elliott de Record Collector dijo que el álbum encontró a Tears for Fears "haciéndolo a lo grande, cubriendo su material consistentemente interesante en un brillo comercial de alto lustre que capturó perfectamente el zeitgeist de mediados de los 80", mientras que Q destacó su "sonido de sofisticación iluminada y espaciosa más estribillos antémicos por los que apostarías tu casa". En 2006, Andrew Unterberger escribió para Stylus Magazine que "incluso hoy en día, cuando todo lo que los músicos de rock parecen ser capaces de hacer es ser emocionales y honestos, la brutalidad y el poder de catarsis de Songs from the Big Chair sigue siendo bastante impactante".
Songs from the Big Chair se incluyó en el libro 1001 Albums You Must Hear Before You Die (1001 álbumes que debes escuchar antes de morir). Slant Magazine situó el disco en el número 95 de su lista de los mejores álbumes de la década de 1980.
En febrero de 2020, el álbum fue el centro de un episodio de la serie documental Classic Albums de la BBC. El episodio incluye nuevas entrevistas con personal clave, como Orzabal, Smith, Ian Stanley, el productor Chris Hughes, el ingeniero Dave Bascombe, Oleta Adams, John Grant y el responsable de A&R David Bates.

## Lista de canciones
1. "Shout" (6:33), single publicado en 1984.
2. "The Working Hour" (6:31)
3. "Everybody Wants to Rule the World" (4:11), single publicado en 1985.
4. "Mothers Talk" (5:06), single publicado en 1984.
5. "I Believe" (4:54), single publicado en 1985 (bajo la forma remixada denominada "A Soulful Re-recording").
6. "Broken" (2:38)
7. "Head Over Heels" (4:32), single publicado en 1985 / "Broken (live)" (0:30)
8. "Listen" (6:54)

En este mismo año, Roland Orzabal y Ian Stanley compusieron una pieza para la banda sonora original del film «Karate Kid II». Esta pieza se llamó Fish for Life y se editó con el pseudónimo «Mancrab», aunque no gozó de mucho éxito en las listas.